# Király Lajos (erdőmérnök)
Király Lajos (Selmecbánya, 1894. április 14. – Miskolc, 1970. május 21.) erdőmérnök, a Szilvásváradi Erdőgazdaság főmérnöke, a talajerózió elleni védekezésnek és a Tokaj-Hegyalja szőlővidék rekonstrukciójának egyik úttörője.

## Életútja
Selmecbányán született, ahol édesapja, Király Ernő az evangélikus líceum igazgatója és a Magyar Turista Egyesület Szitnya Osztályának elnöke volt. Már gyermekkorában gyakran segített édesapjának turistautak jelzésében, és itt szívta magába az erdők és hegyek szeretetét. A selmecbányai Bányászati és Erdészeti Főiskola erdőmérnök hallgatójaként az I. világháború kitörésekor mint önkéntes vonult be. Ötévi szibériai hadifogság után Kínán át tért haza, majd Sopronban erdőmérnöki oklevelet szerzett (1921).
1921 őszétől a Pallavicini uradalomban Szilvásváradon (és Nagyvisnyón) mint segéderdőmérnök dolgozott.
1923-tól az uradalom állandó alkalmazottjaként lett Nagyvisnyón erdőgondnok, majd a szilvásváradi uradalom erdészeti részlege vezetésének átvételekor főmérnökké (illetve főerdőmérnökké) nevezték ki.
Számos újszerű felújítási, termelési és közelítési módszert vezetett be, így az ő találmánya volt a fémből készült Király-féle csúsztató, amely a Szalajka Völgyi Szabadtéri Erdei Múzeumban ma is látható.
1923 decemberében feleségül vette dr. Bachmann Kornéliát. Családjával 1928-tól egészen 1949-ig a Szalajka völgyben, a mai Erdészeti Múzeum épületében lakott. Hét gyermeke közül szintén az erdőmérnöki pályát választotta egyik fia, Király László, aki hosszú soproni egyetemi tanári, majd emeritus professzori tevékenység után 2004-ben hunyt el. Lánya, Király Ilona az Erdőmérnöki Főiskola diákjaival távozott 1956-ban Kanadába, ahol az utóbbi években több verseskötete is megjelent.
Király Lajost még Szilvásváradi tartózkodása idején, 1946-ban központi felügyelővé nevezték ki, majd 1949-ben családjával Miskolcra költözött. Itt a Miskolci Erdőgazdaság több osztályának irányítása (1949–52) után egészen nyugdíjazásáig az Erdőgazdasági Építő Vállalat főépítésvezetőségét vezette (1952–55). Eközben vízgazdálkodási kérdésekkel is intenzívebben kezdett foglalkozni, és a Magyar Hidrológiai Társaság Borsodi Csoportjának alelnöke (1952–55), majd már nyugdíjasként, elnöke lett (1955–64).
Tevékenyen közreműködött a Tokaj-hegyaljai szőlők felújításában, a hegy- és dombvidéki termőtalaj pusztulása elleni védekezésben, szélvédő erdősávok létesítésében. Részt vett az Országos Talajvédelmi Tanács létrehozásában, valamint Nagy-Miskolc vízellátásának kialakításában. Sajnos számos más erdő- és vízgazdálkodással kapcsolatos terve az akkori politikai irányítás és bürokratikus ügyintézés körülményei között megvalósítatlan maradt. Cikkeit elsősorban a Borsodi Műszaki Élet és a Hidrológiai Közlöny közölte.

## Emlékezete
Király Lajos emlékszobáját 2014. április 12-én avatták fel a Szilvásváradi Zilahy Aladár Erdészeti Múzeumban, abban az épületben, melyben családjával élt és dolgozott szilvásváradi munkássága idején.
Róla nevezték el a Bükk hegységben, Lillafüred közelében levő Király Lajos-barlangot, mivel nagy szerepet játszott a miskolci barlangkutatás fellendítésében.

## Önéletírása
Király Lajos három kötetben írta meg életének élményeit, elsősorban hét gyermeke számára. Az „Élmények” első kötetének nagy része Király Lajos selmecbányai fiatalságáról és a hadifogság éveiről szól. Az élménybeszámoló hitelesen és sokszínűen írja le ennek az időszaknak a történetét egy felvidéki fiatal értelmiségi szemszögéből. Dokumentumokkal és bátyja, Király Endre akvarelljeivel kiegészített változata megtalálható az OSZK Magyar Elektronikus Könyvtárában: Selmecbányai ifjúság, szibériai hadifogság cím alatt. Az „Élmények” három teljes kötete Király Lajos honlapján található

## Egyházi tevékenysége
Király Lajos a Miskolci Belvárosi Evangélikus Gyülekezet felügyelője volt 1951 és 1964 között, amikor mind őt, mind Weiszer Eleket, a gyülekezet lelkészét politikai okokból lemondatták. Emlékükre 2010-ben állítottak emlékkövet a templom udvarán. Zsúgyel János írása mellékletként tartalmazza Király Lajos felügyelő politikai bátorságról tanúskodó megnyitó beszédét, amit az 1957 januárjában tartott egyházközségi közgyűlésen mondott el.

## Elismerései
- Hidrológia – Dicsérő oklevél (1957)
- Munka érdemrend (1958)
- Hidrológia – Tiszteleti tag (1964)
- Idegenforgalmi Emléklap (1969)

## Érdekességek
Király Lajos javaslatára döntött úgy Pallavicini őrgróf, hogy a Bükk-fennsíkon lévő Őserdőt kivonja a termelésből, és a tudományos kutatás rendelkezésére bocsátja.